# NATO-Doppelbeschluss

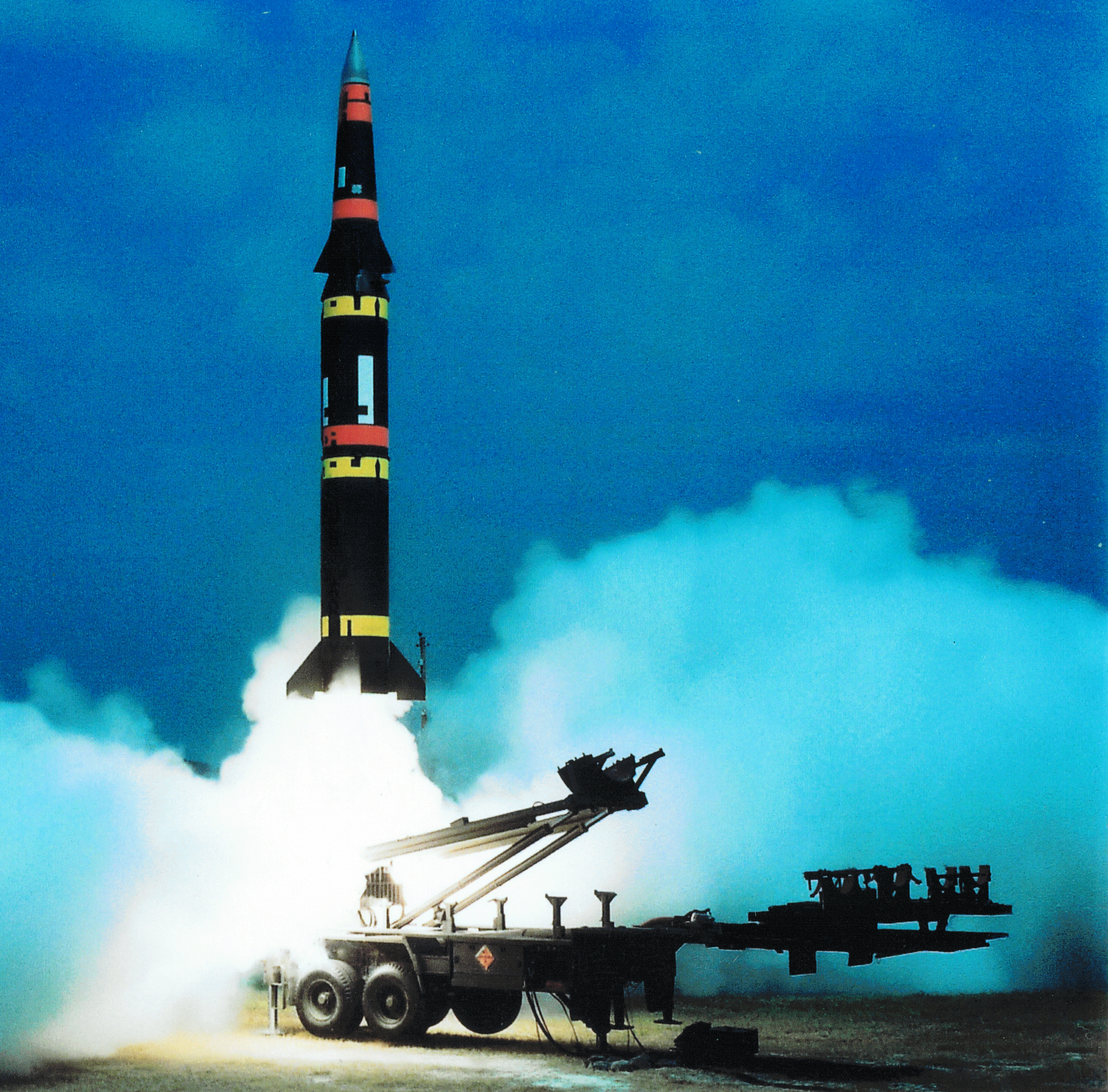
Pershing II, eines der nach dem Doppelbeschluss aufgestellten Waffensysteme

Der Doppelbeschluss der NATO vom 12. Dezember 1979 bestand aus zwei Teilen:
1. Die NATO kündigte die Aufstellung von 198 neuen mit Atomsprengköpfen bestückten Mittelstreckenraketen vom Typ Pershing II und 464 Marschflugkörpern vom Typ BGM-109G Gryphon in Westeuropa an. Sie begründete diesen Schritt als Modernisierung und Ausgleich einer Lücke in der atomaren Abschreckung, die die Stationierung der sowjetischen SS-20 bewirkt habe.[1]
2. Sie verlangte Verhandlungen der beiden Supermächte über die Begrenzung ihrer atomaren Mittelstreckenraketen (Intermediate Nuclear Forces – INF mit einer Reichweite zwischen 1000 und 5500 km) in Europa. Dabei blieben die französischen und ein Teil der britischen Atomraketen ausgeklammert.

Beide Teile, Raketenaufstellung und Rüstungskontrolle, sollten einander ergänzen und parallel vollzogen werden.
Nach dem Scheitern der Genfer Verhandlungen im November 1982 lehnten Bevölkerungsmehrheiten mehrerer NATO-Staaten die geplante Aufstellung ab. Eine Abgeordnetenmehrheit des Deutschen Bundestages stimmte ihr am 22. November 1983 zu. Ab Dezember 1983 wurden die neuen Atomwaffen aufgestellt.
Im März 1985 wurde Michail Gorbatschow Generalsekretär des Zentralkomitees der KPdSU. Er bot im Oktober 1985 (in Frankreich) und im November 1985 (in Genf) eine weitreichende atomare Abrüstung an. 1987 vereinbarten die USA und die Sowjetunion im INF-Vertrag Rückzug, Vernichtung und Produktionsverbot all ihrer atomar bestückbaren landgestützten Flugkörper mit Reichweiten von 500 bis 5500 km und ihrer Trägersysteme. Im Mai 1991 wurden die letzten Flugkörper verschrottet.

## Vorgeschichte
Seit 1950 waren see- und landgestützte Atomwaffen der USA und deren Trägersysteme in Westeuropa aufgestellt. Die 1949 gegründete NATO bezog diese Systeme im Rahmen der US-Strategie der massiven Vergeltung potentieller sowjetischer Angriffe seit 1958 in ihr Abschreckungs- und Kriegführungskonzept ein. Die USA behielten die letzte Entscheidung über ihren Einsatz. Weil ein Angriff auf NATO-Gebiet laut NATO-Statut als Angriff auf die USA galt, blieben diese in die Verteidigung Westeuropas eingebunden. Die Sowjetunion rüstete die Truppen des 1955 gegründeten Warschauer Pakts ebenfalls mit Atomwaffen aus, was sie als eine Abwehr jedes denkbaren Angriffs des Westens begründete.
Helmut Schmidt als Wehrexperte der SPD warnte 1958 im Bundestag: Landgestützte Atomraketen würden das NATO-Vertragsgebiet zu einem Primärziel sowjetischer Präventivangriffe machen und so Westeuropas Sicherheit enorm herabsetzen. Sie lägen daher ebenso wenig im deutschen Interesse wie die Verfügung der Bundeswehr über eigene Atomwaffen, die Konrad Adenauer und Franz Josef Strauß damals anstrebten. Nach der Kubakrise 1962 erneuerte Schmidt seine Warnung: „Die Ausstattung der Bundesrepublik mit nuklearen Raketen, die Leningrad oder Moskau in Schutt und Asche legen können, müsste die Sowjetunion in der gleichen Weise provozieren, wie etwa die Ausstattung Kubas mit derartigen Raketen die USA herausfordern musste.“
In den 1960er Jahren erreichte die Sowjetunion mit einer starken Aufrüstung ihrer Interkontinentalraketen und Wasserstoffbomben ein annäherndes atomares Gleichgewicht des Schreckens. Seit 1961 entwickelten USA und NATO die Strategie der Flexible Response: Dabei sollte ein mutmaßlich konventioneller sowjetischer Angriff auf Westeuropa punktuell mit kleineren, taktischen Kernwaffen (theater nuclear forces – TNF) gegen flexibel ausgewählte Ziele auf dem Schlachtfeld aufgehalten bzw. abgeschreckt werden. So wollte man eine Eskalation zum interkontinentalen Atomkrieg vermeiden. Die seit 1970 entwickelten Pershing II und BGM-109G Gryphon-Marschflugkörper galten als die ersten Waffensysteme, deren Treffgenauigkeit und Reichweite die angestrebte flexible Zielauswahl ermöglichten.
Die Pershing II konnte in vier bis zehn Minuten bis zu 1800 km weit fliegen, die Marschflugkörper  2500 km in bis zu 2½ Stunden. Beide hatten eine sehr hohe Durchdringungskraft und durch ihren Gelände-Kontur-Abgleich eine sehr hohe Treffgenauigkeit. Mit diesen Eigenschaften waren sie gegen militärische Ziele und sowjetische Führungsbunker einsetzbar, allerdings laut vielen Naturwissenschaftlern, Friedensforschern und vierzehn damaligen NATO-Generälen nur bei einem nuklearen Erstschlag. 
Auch westliche Militärexperten, die die Pershing II als für einen Erstschlag ungeeignet ansahen, räumten einen erheblichen Destabilisierungseffekt durch ihre verringerte Vorwarnzeit und Bodenstationierung ein, der die NATO im Kriegsfall zum frühen vollständigen Einsatz zwingen würde (use them or lose them).
Die Supermächte hatten sich 1968 im Atomwaffensperrvertrag zum Abbau aller Atomwaffen verpflichtet.
Die atomaren Kurz- und Mittelstreckenraketen blieben aus dem SALT-I-Vertrag von 1972 für Obergrenzen bei strategischen Atomwaffen aber ausgeklammert. Besonders in diesem Bereich ging das Wettrüsten unvermindert weiter, so dass Rüstungskontrolle in den USA seit etwa 1975 als gescheitert galt. Anfang 1976 erreichten die Außenminister der Supermächte Henry Kissinger und Andrei Andrejewitsch Gromyko einen Kompromiss über die Einbeziehung von Mittelstreckenwaffen in das SALT-II-Abkommen. Diesen lehnte US-Präsident Gerald Ford jedoch ab.

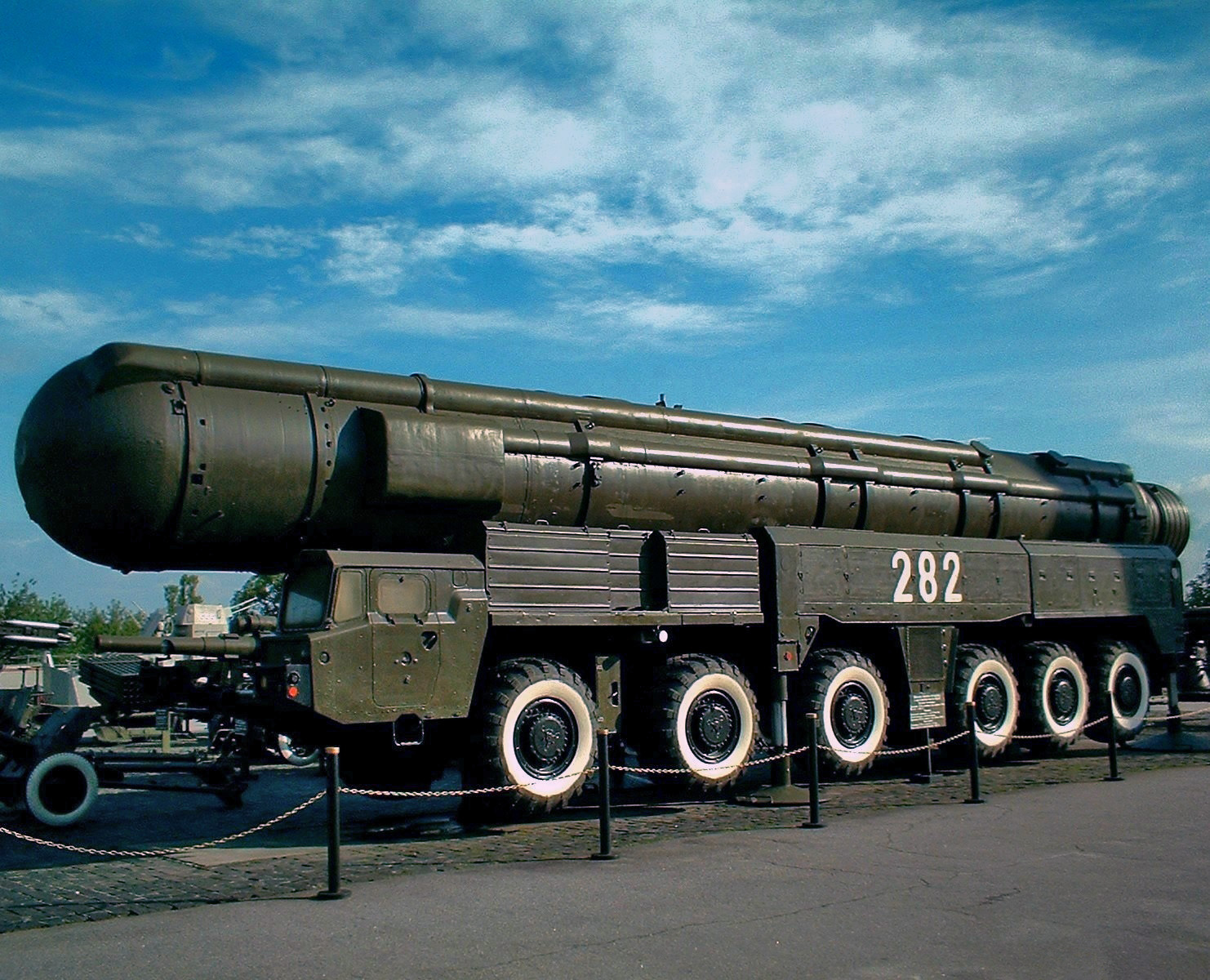
Sowjetische SS-20 auf mobiler Abschussrampe

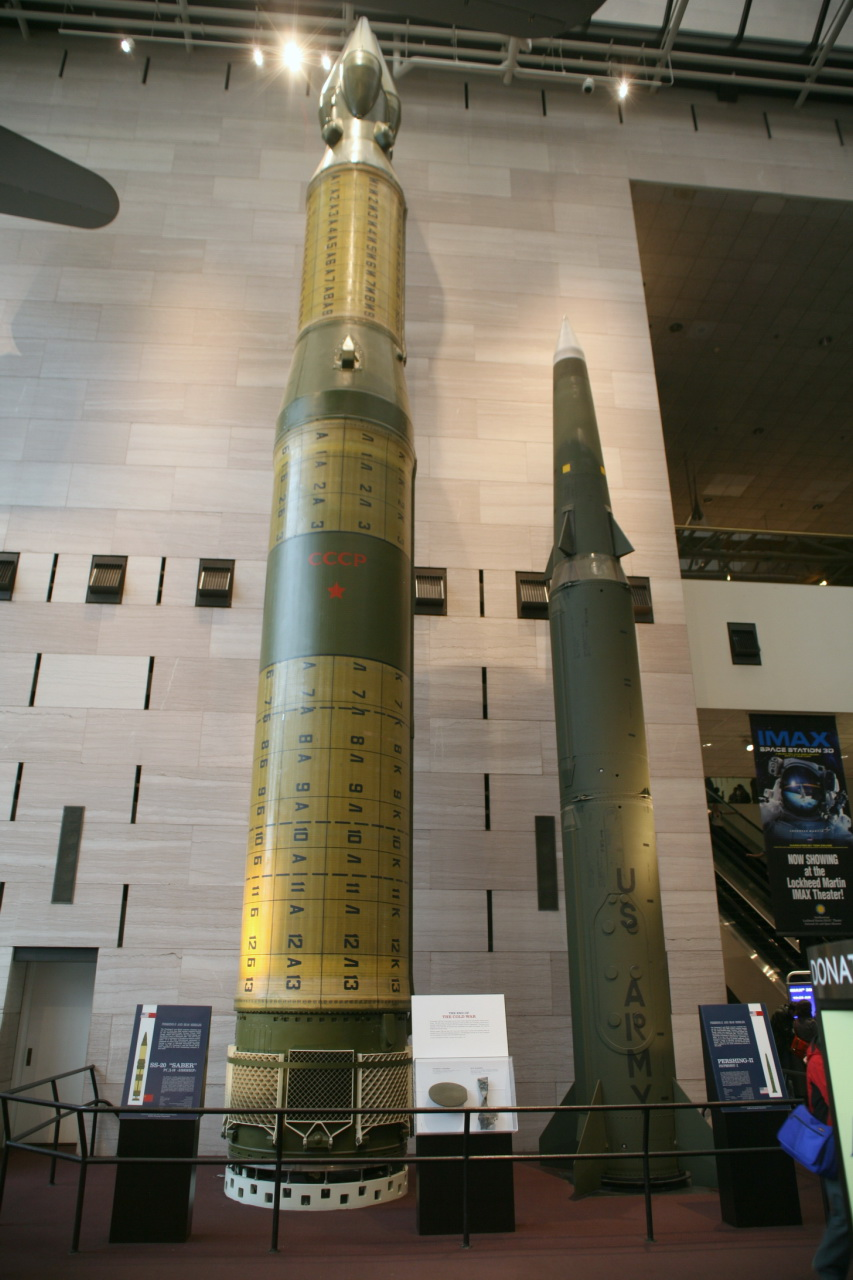
Vergleich sowjetische SS-20 (links) und US-amerikanische Pershing II (rechts)

Daraufhin begann die Sowjetunion ihre älteren gegen Westeuropa gerichteten R-12- und R-14-Raketen allmählich gegen modernere RSD-10-Raketen (im Westen SS-20 genannt) auszutauschen. Sie hatten eine Reichweite bis 5000 km und hohe Zielgenauigkeit, waren auf mobilen Abschussrampen montiert und mit je drei atomaren Mehrfachsprengköpfen bestückt. Man rechtfertigte sie mit den nicht dem NATO-Oberkommando unterstellten taktischen Atomwaffen Großbritanniens und Frankreichs. Die SS-20 bedrohten die Zweitschlagfähigkeit der USA nicht, weil diese auf unverwundbaren Systemen beruhte, darunter Atomunterseebooten.
Die NATO warnte im Juni 1976 allgemein vor einer Gefährdung des europäischen Gleichgewichtzustands durch sowjetische Aufrüstung. Als Bundeskanzler warnte Helmut Schmidt am 28. Oktober 1977 vor dem International Institute for Strategic Studies in London erstmals vor einer unkontrollierten Aufrüstung der Mittelstreckenraketen, ohne die SS-20 zu erwähnen. Werde diese Waffengattung nicht in Rüstungskontrollverhandlungen der Supermächte einbezogen, dann könne die Sowjetunion das bisherige strategische Gleichgewicht damit unterminieren. Solange ein sowjetischer Angriff auf Westeuropa letztlich nur durch interkontinentale und globale atomare Vergeltung der USA abzuschrecken sei, bleibe Westeuropa erpressbar. Darum forderte Schmidt die NATO zu eigenen Gegenmaßnahmen auf, wobei Verhandlungsangebote Vorrang haben sollten. Die Rede gilt als Auslöser für Überlegungen, die zum Doppelbeschluss führten. Dahinter standen prinzipielle Zweifel, ob die USA auf einen Angriff der Sowjetunion auf Westeuropa mit interkontinentalen Atomraketen reagieren, damit entsprechende Gegenschläge und somit ihre Selbstzerstörung riskieren würden. Wegen dieses Risikos sahen auch die USA ein taktisches atomares Gleichgewicht in Europa als notwendig an.
Für die USA behielt die Begrenzung sowjetischer Interkontinentalraketen, die sie selbst bedrohten, Vorrang. Trotz Schmidts Mahnung bezog US-Präsident Jimmy Carter die Mittelstreckenwaffen nicht in die SALT-II-Gespräche ein, um deren Erfolgschancen zu wahren. Am 12. Oktober 1977 richtete die Nukleare Planungsgruppe (NPG) der NATO eine High Level Group (HLG) mit Vertretern aus zwölf NATO-Staaten ein, die die Grundlagen für den Doppelbeschluss schuf. Carter lehnte landgestützte Mittelstreckenraketen für die NATO zunächst ab. Ab August 1978 unterstützte er die Planung dafür. Bei der Konferenz von Guadeloupe im Januar 1979 zeigte er sich zu einer Nachrüstung bzw. Modernisierung westeuropäischer Atomwaffen bereit. Helmut Schmidt verlangte nun parallele Verhandlungen. Nach dem Abschluss des SALT-II-Vertrags im Juni 1979 wollte Carter dessen Gegnern im US-Kongress entgegenkommen, die den Vertrag als Zeichen der Schwäche sahen und seine Ratifizierung verzögerten. Deshalb, und um die Einheit der NATO zu stärken, drängte Carter nun immer stärker auf eine NATO-Nachrüstung.
Die Bundesrepublik und die Niederlande wollten den Doppelbeschluss innenpolitisch durch überzeugende Verhandlungsbereitschaft durchsetzen. Auf ihr Verlangen richtete die NATO am 11. April 1979 erstmals ein eigenes Gremium für Rüstungskontrollgespräche ein (Special Group, ab Dezember 1979 Special Consultative Group). Sie sollte die Beteiligung der Westeuropäer an künftigen INF-Verhandlungen gewährleisten, blieb jedoch im Schatten der HLG.
Die Sowjetunion versuchte kontinuierlich, die Zustimmung der Bundesrepublik zum nun absehbaren Doppelbeschluss zu verhindern. Am 6. Mai 1978 in Bonn bekräftigten der sowjetische Staatschef Leonid Breschnew und Bundeskanzler Helmut Schmidt das von der UNO seit 1959 öfter proklamierte „Ziel der allgemeinen und vollständigen Abrüstung unter wirksamer internationaler Kontrolle“, dass keine Seite militärische Überlegenheit anstrebe und ein Gleichgewicht zur Verteidigung ausreiche. Dass dieses in Europa damals bestand, wie Breschnew formulieren wollte, bestritt Schmidt mit Hinweis auf die ihm bekannten Standorte der SS-20. Im Oktober 1979 appellierte Gromyko in Bonn an die Bundesregierung, den bevorstehenden Doppelbeschluss abzulehnen. Dieser werde die Basis für Verhandlungen zerstören. Bis 1983 folgten sieben weitere deutsch-sowjetische Gipfeltreffen, bei denen der Doppelbeschluss Thema war.

## Verlauf

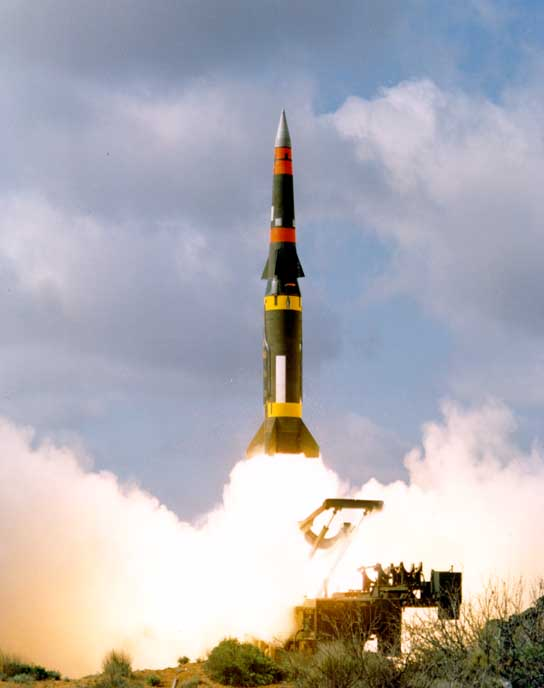
Mittelstreckenrakete MGM-31B Pershing II

### Beschlussfassung
Am 12. Dezember 1979 beschlossen die NATO-Staaten in Brüssel die Stationierung neuer atomarer Mittelstreckenwaffen. Die Begründung lautete: Die SS-20, der Backfire-Bomber und modernisierte Kurzstreckenraketen hätten die sowjetische Überlegenheit in Europa vergrößert. Dagegen seien die NATO-Waffensysteme in diesen Bereichen auf demselben Stand geblieben oder veraltet. Zudem besitze die NATO keine landgestützten Mittelstreckensysteme. Bei fortgesetzter sowjetischer Aufrüstung stelle dies das strategische Gleichgewicht in Frage und gefährde die Glaubwürdigkeit der flexible response.

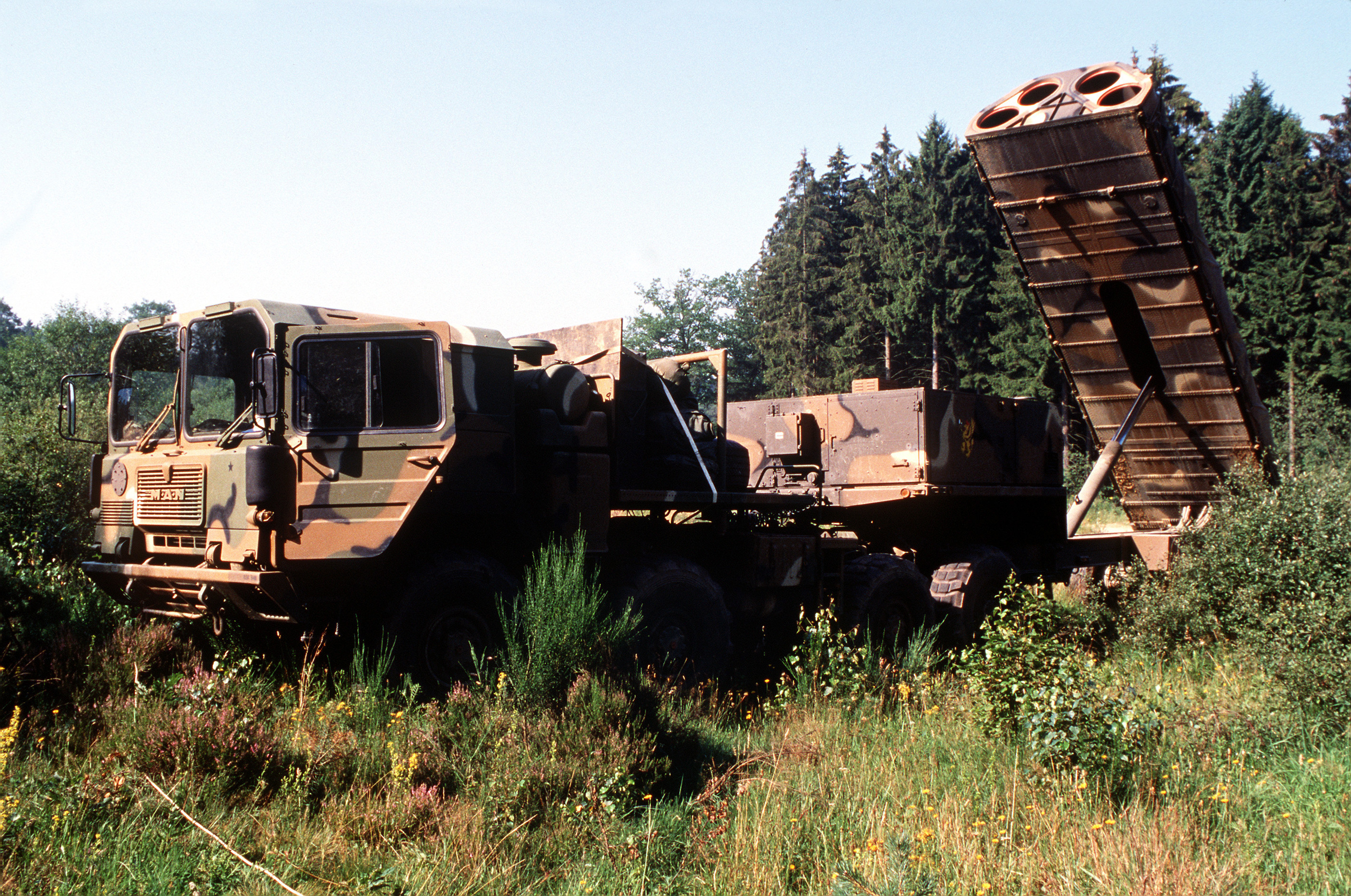
Transporter-Erector-Launcher (TEL) auf M-1014 MAN für vier BGM-109G-Marschflugkörper in Belgien

Darum beschließe man nun eine Modernisierung der eigenen Theater Nuclear Force (TNF) mit 108 Abschussrampen für Pershing II und 464 bodengestützten Marschflugkörpern vom Typ BGM-109G Gryphon. Jede dieser Waffen solle nur einen atomaren Sprengkopf erhalten. Man wolle so bald wie möglich 1000 Atomsprengköpfe der USA aus Europa abziehen und die 572 neuen Sprengköpfe im verminderten Bestand unterbringen.
Ferner richte man ein zusätzliches Gremium ein, das die genauen Auswirkungen der Raketenaufstellung auf die Gesamtstrategie der NATO bis 1980 prüfen und Anpassungen vorschlagen solle. Ferner sollten USA und Sowjetunion analog zum SALT-II-Vertrag so bald wie möglich bilateral Obergrenzen für diese Waffen aushandeln, um auch dort ein kontrolliertes Gleichgewicht herzustellen. Damit nehme man Breschnews Vorschlag für ein niedrigeres Gleichgewicht auf.
Frankreich trug den Beschluss nicht mit, weil die Regierung unter Staatspräsident Giscard d’Estaing erst nach der Aufstellung neuer NATO-Raketen über diese verhandeln und seine Force de frappe nicht einbeziehen wollte. Der Beschluss gilt weniger als militärische, eher als politische Entscheidung, die eine Abkoppelung der USA von den Sicherheitsinteressen Westeuropas vermeiden sollte.

### Rüstungspolitik seit 1980
Die Intervention der Sowjetunion in Afghanistan am 25. Dezember 1979 markierte das vorläufige Ende der Entspannungspolitik. Bis zum Beginn der Raketenaufstellung im Dezember 1983 wurden neue militärstrategische Überlegungen aus den USA bekannt.
Am 25. Juli 1980 forderte US-Präsident Jimmy Carter in der Presidential Directive 59 eine atomare Gegenstrategie und leitete damit eine Abkehr vom herkömmlichen strategischen Gleichgewicht ein. Im Dezember 1980 kritisierten die Pentagon-Berater Colin S. Gray und Keith Payne unter dem Titel Victory is possible („Sieg ist möglich“) die bisherige Verteidigungsstrategie der US-Regierungen, die davon ausging, dass man einen Nuklearkrieg nicht gewinnen könne, weil er zur gegenseitigen Auslöschung führen würde. Stattdessen gingen sie davon aus, dass die USA einen Nuklearkrieg auch gewinnen könnten, wenn sie durch „eine Kombination aus Gegenangriffen, Zivilschutz, ballistischen Raketen und Luftabwehr die US-Opfer in Grenzen halten“. Dabei nannten sie das Ziel, die politisch-militärische Führung der Sowjetunion auszuschalten, als notwendige Option. Sie gingen dabei davon aus, dass man über 20 Millionen Todesopfer in den USA akzeptieren müsse, wenn man eine glaubwürdige Abschreckungspolitik betreiben wolle. Seit 1981 orientierte sich das Pentagon stärker auf diese Option, einen Atomkrieg führen, begrenzen und gewinnen zu können. 1982 schrieb Colin S. Gray im Air Force Magazin: „Der NATO-Plan, 108 Pershing II und 464 landgestützte Marschflugkörper zu stationieren, beabsichtigt nicht, ein Gegengewicht gegen die SS-20 zu schaffen… Die NATO braucht eine gute Anzahl dieser 572 Startrampen, ob nun die Sowjetunion ihre SS-20 bis auf Null abbaut oder nicht.“ Das Pentagon sprach von Enthauptung der Sowjetunion: Diese zu ermöglichen erschien nun als eigentlicher Zweck der Nachrüstung.
Der im November 1980 gewählte US-Präsident Ronald Reagan erhöhte die Rüstungsausgaben der USA enorm und lehnte den noch nicht ratifizierten SALT-II-Vertrag ab. Er ließ die Produktion von Mittelstreckenraketen verdreifachen. Im August 1981 ließ er die Neutronenwaffe entgegen Carters Ablehnung weiterbauen. Im März 1983 nannte er die Sowjetunion ein Reich des Bösen, rief zu einem weltweiten Kreuzzug gegen den Kommunismus auf und gab rund zwei Wochen später die Strategic Defense Initiative (SDI) bekannt. Damit signalisierte er eine Abkehr vom ABM-Vertrag von 1972. Als Ziel dieser Politik erschien, den USA uneinholbare technologische Überlegenheit und Unverwundbarkeit zu sichern und die sowjetische Zweitschlagfähigkeit, auf der das strategische Gleichgewicht beruht hatte, wirkungslos zu machen.
Die Sowjetunion rechnete wegen dieses Kurses seit 1981 mit einem atomaren Überraschungsangriff des Westens und richtete ihre Geheimdienste und ihr Militär darauf aus, Indikatoren dafür zu ermitteln. 1982 erklärte sie den Verzicht auf den Ersteinsatz von Atomwaffen und schlug einen entsprechenden multilateralen Vertrag vor. Die NATO-Staaten und die USA wiesen den Vorschlag zurück. Vier ehemalige Regierungsmitglieder der USA, darunter Robert McNamara und George F. Kennan, schlugen der NATO diesen Verzicht 1982 erneut vor und lösten damit eine Debatte unter Militärexperten in Europa aus. 1983 schlug McNamara den kompletten Verzicht der NATO auf Atomwaffen als Alternative zur bevorstehenden Raketenaufstellung vor. Die Debatte darum verstärkte die Ablehnung des Doppelbeschlusses in den westeuropäischen NATO-Staaten.

### Verhandlungen
Im Mai 1981 erteilte der Nordatlantikrat der High-Level Group (HLG) der NPG den Auftrag, die Bedrohung der NATO zu analysieren und die Verhandlungen über die Mittelstreckensysteme in Genf vorzubereiten. Am 18. November 1981 schlug Ronald Reagan der Sowjetunion eine beidseitige Null-Lösung für landgestützte Mittelstreckenraketen vor: Man werde die Pershing II und BGM-109G Gryphon-Marschflugkörper  nicht aufstellen, falls die Sowjetunion alle SS-20 verschrotte und alle älteren SS-4 und SS-5 außer Dienst stelle. Dies müsse sofort nach Vertragsabschluss beginnen und von US-Experten vor Ort überprüft werden können. Der neokonservative Staatssekretär Richard Perle hatte das Angebot entworfen, um den USA die Initiative bei Verhandlungen zu sichern, Zeit für die Vorbereitung der eigenen Raketenaufstellung zu gewinnen, Abrüstungskampagnen zu neutralisieren und die Genfer Verhandlungen scheitern zu lassen. Dazu wurde das Angebot als nicht verhandelbares Gesamtpaket vorgelegt, das die Sowjetunion nur annehmen oder ablehnen könne. Reagan schrieb in einem Privatbrief, man müsse vorgeben zu verhandeln, um einen sowjetischen Rüstungsvorsprung aufzuholen. Bis zur Raketenaufstellung blieb die US-Regierung bei diesem Vorschlag, der kein wechselseitiges Entgegenkommen vorsah. Auch viele Westdeutsche deuteten ihn als Scheinangebot, da Reagans Abrüstungsforderung über den Doppelbeschluss hinausging, er zuvor das SALT-II-Abkommen abgelehnt und den Bau der Neutronenwaffe angeordnet hatte.
Am 30. November 1981 begannen Abrüstungsverhandlungen in Genf. Am 25. Mai 1982 schlug die Sowjetunion einen Vertrag mit folgenden beidseitigen Verpflichtungen vor:
- keine neuen Systeme von atomaren Mittelstreckensystemen in Europa zu stationieren,
- alle am 1. Juni 1982 in Europa vorhandenen atomaren Mittelstreckensysteme (Raketen und Mittelstreckenbomber) der NATO und des Warschauer Pakts mit einer Reichweite von mehr als 1000 Kilometern auf maximal 300 Systeme für beide Seiten zu reduzieren,
- dabei 255 britische und französische Sprengköpfe anzurechnen,
- Marschflugkörper mit mehr als 600 Kilometern Reichweite sowie ballistischen Luft-Boden-Raketen weltweit zu verbieten.

Im Juli 1982 erreichten Paul Nitze (USA) und Juli Alexandrowitsch Kwizinski (Sowjetunion) einen Kompromissentwurf beim sogenannten Waldspaziergang. Beide Regierungen lehnten diesen ab.
Am 21. Dezember 1982 bot der neue Generalsekretär der KPdSU Juri Wladimirowitsch Andropow an, die damals 250 SS-20-Raketen einseitig auf 162 (so viel wie die Summe der land- und seegestützten britischen und französischen Atomwaffen) zu reduzieren und sie in den Osten hinter den Ural zu verlegen. Dafür sollten USA und NATO auf die beschlossene Nachrüstung verzichten. Die neue von Helmut Kohl (CDU) geführte Bundesregierung wies den Vorschlag zurück, weil die Sowjetunion auch dann 486 atomare Gefechtsköpfe (gegenüber 97 westeuropäischen) behalte und sie jederzeit wieder vorrücken könne. Sie wolle die Nachrüstung offenbar verhindern, um sich ein Monopol auf landgestützte Mittelstreckenraketen zu sichern. Damit übernahm Kohl Reagans Forderung nach einem sowjetischen Totalverzicht auf diese Waffen, die über den Doppelbeschluss hinausging. Die NATO wies Andropows Angebot als Versuch zurück, Westeuropa und die USA zu spalten: Während die Sowjetunion danach 42 SS-20 mehr behalten hätte als zu Beginn der Genfer Verhandlungen, hätten die USA weiter keine landgestützten Mittelstreckensysteme in Europa gehabt.
Im Februar 1983 stellte Reagan der Sowjetunion vier Bedingungen für bilaterale Verhandlungen: Ziel müsse ein Gleichgewicht mit den USA allein sein. Die französischen und britischen Atomraketen müssten unberücksichtigt bleiben. Die SS-20 dürfe nicht bloß verschoben werden. Ein Abkommen müsse kontrollierbar sein.
Beide Seiten rüsteten unvermindert weiter. Laut dem Weißbuch des Bundesverteidigungsministeriums besaß die Sowjetunion im September 1983 351 einsatzbereite SS-20 sowie 248 SS-4- und SS-5-Raketen.
Am 27. und 28. Oktober 1983 in Montebello (Kanada) beschloss die Nukleare Planungsgruppe (NPG) der NATO, am Doppelbeschluss festzuhalten, bis 1988 weitere 1400 atomare Gefechtsköpfe aus Westeuropa abzuziehen und die Gefechtsköpfe der neuen Mittelstreckenwaffen nicht zu vermehren. Somit sollten künftig weniger TNF gegen konventionelle Angriffe, dafür mehr gegen sowjetisches Gebiet einsetzbare Atomwaffen verfügbar sein. Deren Ersteinsatz sollte im Rahmen der flexible response später erfolgen. Das sollte die Effektivität der Abschreckung erhöhen. Intern wurde jedoch eine stärkere Verwundbarkeit von NATO-Gebiet durch sowjetische Präventivschläge befürchtet.
Die Verhandlungen wurden ergebnislos abgebrochen. Ihr Scheitern belastete ab November 1983 auch die Verhandlungen der Konferenz über Sicherheit und Zusammenarbeit in Europa (KSZE).

### Friedensbewegung

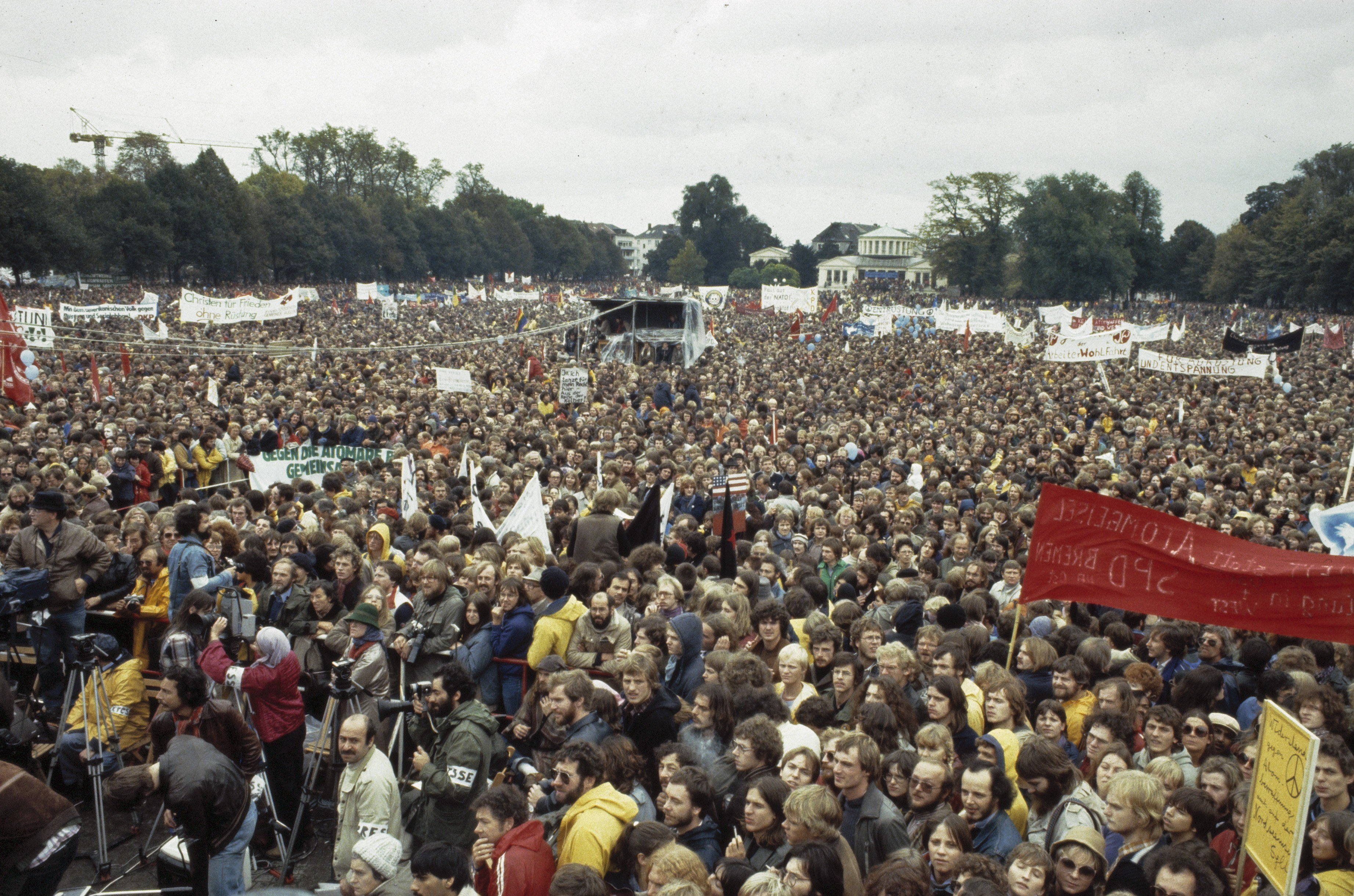
Friedensdemonstration im Bonner Hofgarten 1981

Der Doppelbeschluss und die atomare Hochrüstung bestimmten die außen- und innenpolitischen Debatten von 1979 bis 1983. In Westeuropa und den USA entstand in kurzer Zeit eine breite Friedensbewegung mit verschiedenen Themenschwerpunkten und vielen neuen organisatorisch und ideologisch unabhängigen Bürgerinitiativen. Sie veranstaltete die bis dahin größten Massendemonstrationen in ihren Staaten: darunter die Friedensdemonstration im Bonner Hofgarten 1981 (10. Oktober; 350.000 Teilnehmer), in Amsterdam (21. November 1981; 400.000), die Friedensdemonstration in Bonn 1982 (10. Juni; 500.000), die No Nukes Rally in New York City
(12. Juni 1982; 1 Million), die Aktionstage im „Heißen Herbst“ 1983 (22. Oktober: bundesweit 1,3 Millionen; 29. Oktober: Den Haag 550.000; Lissabon 200.000; Kopenhagen 100.000; Wien 70.000; weitere Städte 100.000). Hinzu kamen Sitzblockaden an Raketenstandorten, etwa in der Mutlanger Heide (1. bis 3. September 1983; um 1000 Teilnehmer, darunter viele Prominente), Menschenketten wie die Menschenkette von Stuttgart nach Neu-Ulm, Fastenwochen und vieles mehr.
Die Friedensbewegung lehnte den Doppelbeschluss insgesamt ab, weil sie die angekündigten Raketen als qualitativ neuen Aufrüstungsschritt für eine offensive Atomkriegsstrategie ansah und das Wettrüsten beider Blöcke beenden wollte. Dieses drohe der politischen Kontrolle zu entgleiten und in einen Atomkrieg zu münden. Deshalb forderte der Krefelder Appell vom November 1980 den Verzicht auf die Aufstellung neuer Atomraketen, die Abkehr von der militärischen Gleichgewichtsdoktrin und ein atomwaffenfreies Europa. Minderheiten forderten den Austritt aus der NATO, zumindest die Aufgabe der Option eines atomaren Erstschlags, oder eine Umstellung auf soziale Verteidigung. Teile der SPD und des DGB, auch der IG Metall, sympathisierten mit der Friedensbewegung und forderten allgemeine Abrüstung und die Umstellung der deutschen Rüstungsbetriebe auf die Produktion ziviler Güter.

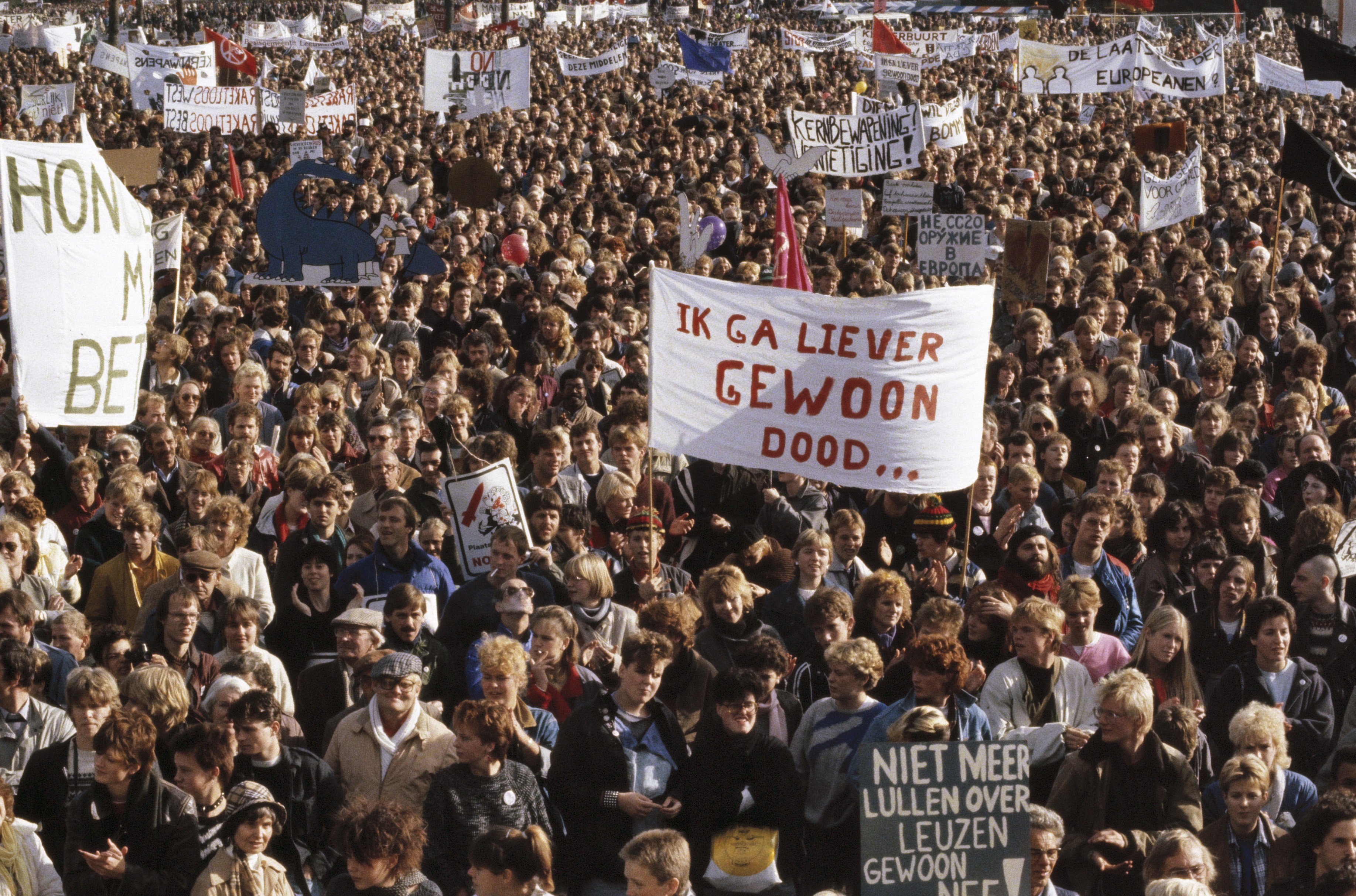
Proteste gegen den NATO-Doppelbeschluss in Den Haag im Oktober 1983

Die Gegner des Doppelbeschlusses verwiesen darauf, dass die Atomwaffen beider Seiten für die mehrfache Vernichtung der Welt ausreichten (Overkill), also jede weitere Atomrüstung unsinnig sei. Man sprach von einer umgekehrten Kubakrise, da die Vorwarnzeit für die Sowjetunion im Falle eines Erstschlags von Europa aus auf wenige Minuten reduziert worden wäre. Dadurch sei die Gefahr eines Atomkriegs aus Versehen und eines atomaren Holocaust erheblich gewachsen. Man fürchtete einen auf Europa begrenzten Atomkrieg und sprach deshalb von „Euroshima“.
Die Befürworter betonten dagegen: Bei einem sowjetischen Angriff mit den SS-20 auf Westeuropa könne ein NATO-Gegenschlag nur durch US-Interkontinentalraketen erfolgen, was den Konflikt unmittelbar zum atomaren Weltkrieg eskalieren ließe. Die Pershing II sei als Erstschlagwaffe ungeeignet, weil sie weder sowjetische Raketenstellungen hinter dem Ural erreichen noch die sowjetischen Atom-U-Boote bedrohen könne.
Die Friedensbewegung löste bei westlichen Militärexperten einen scharfen Konflikt um die Abschreckungsstrategie der NATO aus: Durch den Doppelbeschluss sei der sicherheitspolitische Interessengegensatz zwischen USA und Westeuropa unübersehbar und das gesamte auf Atomwaffen beruhende Abschreckungskonzept unglaubwürdig geworden, weil das Wettrüsten das strategische Gleichgewicht unwiderruflich destabilisiert habe.

### Bundestagsentscheidung
Die Bundesregierung knüpfte ihre Zustimmung zum Doppelbeschluss an Bedingungen. Die NATO müsse einstimmig entscheiden und die Bundesrepublik dürfe nicht das einzige Stationierungsland sein, die Initiative müsse bei den USA liegen. Sie verzichtete auf das Recht, über die Einsatzbefehle für die Mittelstreckenwaffen mitzuentscheiden.
Beide Parteien der sozialliberalen Regierungskoalition waren intern uneinig über den Doppelbeschluss. Nachdem USA und Sowjetunion den Waldspaziergang-Kompromiss abgelehnt hatten, lehnten immer mehr Abgeordnete und Kommunalverbände der SPD die Aufstellung der neuen NATO-Raketen ab. Wortführer dieser innerparteilichen Opposition waren Erhard Eppler und Oskar Lafontaine. Auch immer mehr FDP-Mitglieder um Wortführer William Borm (einen damaligen Spitzel für das DDR-Ministerium für Staatssicherheit), lehnten den Doppelbeschluss ab. Der FDP-Vorsitzende Hans-Dietrich Genscher sah sich deshalb gezwungen, 1981 eine Art Vertrauensfrage zu stellen. Als er seinen Rücktritt als Außenminister anbot, bestätigte eine Parteitagsmehrheit seinen Kurs. Als immer mehr SPD-Mitglieder vom Doppelbeschluss abrückten, vereinbarte Genscher 1982 einen Koalitionswechsel der FDP zur CDU/CSU mit ihr. So wollte er die FDP auf seinem Kurs halten und den Doppelbeschluss durchsetzen.
Vom 9. bis 11. Juni 1982 besuchte Ronald Reagan die Bundesrepublik und nahm an der NATO-Gipfelkonferenz in Bonn teil. Der Besuch sollte die NATO gegen die Gegner des Doppelbeschlusses stärken, mobilisierte aber enorme Proteste.
Am 1. Oktober 1982 löste Helmut Kohl durch ein erfolgreiches Misstrauensvotum Helmut Schmidt im Amt des Bundeskanzlers ab. In seiner Regierungserklärung vom 13. Oktober 1982 betonte Kohl sein uneingeschränktes Festhalten am Doppelbeschluss: Eine schwankende Position dabei sei lebensgefährlich für die Bundesrepublik, weil sie die Einheit der NATO gefährde, die Kernpunkt deutscher Staatsräson sei. Er werde den Verhandlungsteil, notfalls auch den Nachrüstungsteil erfüllen. Nur wenn die Sowjetunion dies wisse, könne man erfolgreiche Verhandlungen erwarten.
Am 20. Januar 1983 bezeichnete der französische Staatspräsident François Mitterrand die Raketenaufstellung in einer seit 1981 vorbereiteten Rede im Bundestag als Vorbedingung für erfolgreiche INF-Verhandlungen mit der Sowjetunion. Hintergrund waren Befürchtungen, Kohl könne die NATO-Nachrüstung gegen die innenpolitischen Proteste nicht durchsetzen und werde für einen Verhandlungserfolg in Genf die französischen Atomwaffen einbeziehen.
Bei der Bundestagswahl 1983 erhielten CDU, CSU und FDP eine klare Mehrheit, die Kohl im Amt bestätigte. Wirtschaftsfragen – nicht der Doppelbeschluss – waren wahlentscheidend. Die 1980 gegründete Bundespartei Die Grünen errang erstmals Bundestagsmandate und stellte eine Große Anfrage, ob Atomwaffen mit dem Völkerrecht vereinbar seien.
Im Juli 1983 befürworteten 71,7 % der befragten Bundesbürger, darunter Mehrheiten der CDU- und FDP-Wähler, eine Volksbefragung zur Raketenaufstellung. Daraufhin beschlossen führende Gruppen der Friedensbewegung, die Befragung durchzuführen. Die Grünen brachten am 24. Oktober 1983 einen Gesetzentwurf dazu ein. Diesen lehnten alle übrigen Bundestagsfraktionen ab. Nach einer europaweiten Umfrage der Gallup Organization waren im November 1983 hochgerechnet bis zu 67 % aller wahlberechtigten Bundesbürger, 68 % der Niederländer, 58 % der Briten, 54 % der Italiener und 44 % der Franzosen gegen die Raketenaufstellung.
Auf einem Sonderparteitag der SPD vom 18. und 19. November 1983 stimmten nur 14 zum Seeheimer Kreis gehörige Bundestagsabgeordnete von rund 400 Delegierten für die Raketenaufstellung. Am 22. November 1983 stimmte der Bundestag der Aufstellung mit 286 zu 225 Stimmen bei einer Enthaltung zu.

### Gerichtsurteile
Die Grünen stellten im April 1981 Strafanzeige gegen die Bundesregierung wegen Vorbereitung eines Angriffskrieges. Der Bundesgerichtshof wies die Anzeige wegen fehlender individueller Schuldzurechnung zurück.
Die Grünen beantragten am 16. Dezember 1983 eine einstweilige Verfügung gegen die Raketenaufstellung und reichten eine Verfassungsbeschwerde ein: Die Übertragung von Hoheitsrechten an den US-Präsidenten zum Einsatz dieser Waffen erfordere ein Bundesgesetz, keine bloße Abstimmung. Das Bundesverfassungsgericht lehnte den Eilantrag ab und wies die Beschwerde am 18. Dezember 1984 als unbegründet zurück: Ein Zustimmungsgesetz sei nur für völkerrechtliche Verträge notwendig. Seit dem NATO-Beitritt der Bundesrepublik von 1955 besitze der US-Präsident die Hoheitsrechte zum Raketeneinsatz vom deutschen Boden aus. Eine Erhöhung der Kriegsgefahr durch einen sowjetischen Präventivschlag lasse sich aktuell nicht belegen; für diese Einschätzung sei die Bundesregierung zuständig. Die Grenze offensichtlicher Willkür sei nicht verletzt. Dabei verzichtete das Gericht auf eigenes Nachforschen, da man kein Kriterium für eine andere Wertung angeben könne. Das Bereithalten von Atomraketen zur Abschreckung eines entsprechend bewaffneten Gegners vom Einsatz seiner Kernwaffen gelte in der allgemeinen Rechtsüberzeugung nicht als völkerrechtswidrig. Sofern die Produktion, Lagerung, Stationierung und Bereithaltung zum Einsatz dieser Waffen nicht völkerrechtlich ausdrücklich verboten seien, seien sie erlaubt. Völkerrechtler lehnen weithin den Ersteinsatz von Atomwaffen, vielfach auch jeden Einsatz zur Vergeltung vorangegangener atomarer Angriffe ab.
1984 gab Sarah Tisdall, eine Angestellte im britischen Außenministerium, der Presse die Ankunft der ersten Marschflugkörper in Großbritannien bekannt. Sie wurde dafür wegen Verstoßes gegen die Geheimhaltungspflicht von Regierungsbeamten zu sechs Monaten Gefängnis verurteilt.
Während Großdemonstrationen nach dem Stationierungsbeginn ab Dezember 1983 aufhörten, wurden Sitzblockaden vor einigen Raketenstandorten bis 1987 fortgesetzt. Am 12. Januar 1987 nahmen auch 19 Richter in Mutlangen daran teil. Viele Teilnehmer beriefen sich auf ihre Gewissensfreiheit oder ein Widerstandsrecht, wurden aber oft wegen Nötigung verurteilt. Das Bundesverfassungsgericht urteilte 1986, absichtlich verkehrsbehindernde Sitzblockaden seien zwar eine Form von Gewalt, aber nicht von vornherein verwerflich, so dass Verbote und Festnahmen mit dem Grundrecht der Versammlungsfreiheit abgewogen werden müssten. 1995 hob es den bisherigen erweiterten Gewaltbegriff bei Sitzblockaden als verfassungswidrig auf. Die Rechtswidrigkeit von Sitzdemonstrationen nach anderen Vorschriften blieb von dieser Entscheidung unberührt.

### Stationierung

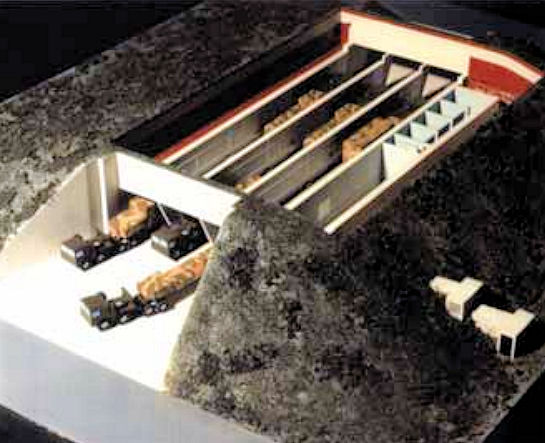
Modellabbildung einer Main Operating Base (MOB) mit sechs Fahrzeugen in einem Ready Storage Shelter (RSS) in der GLCM Alert and Maintenance Area (GAMA)

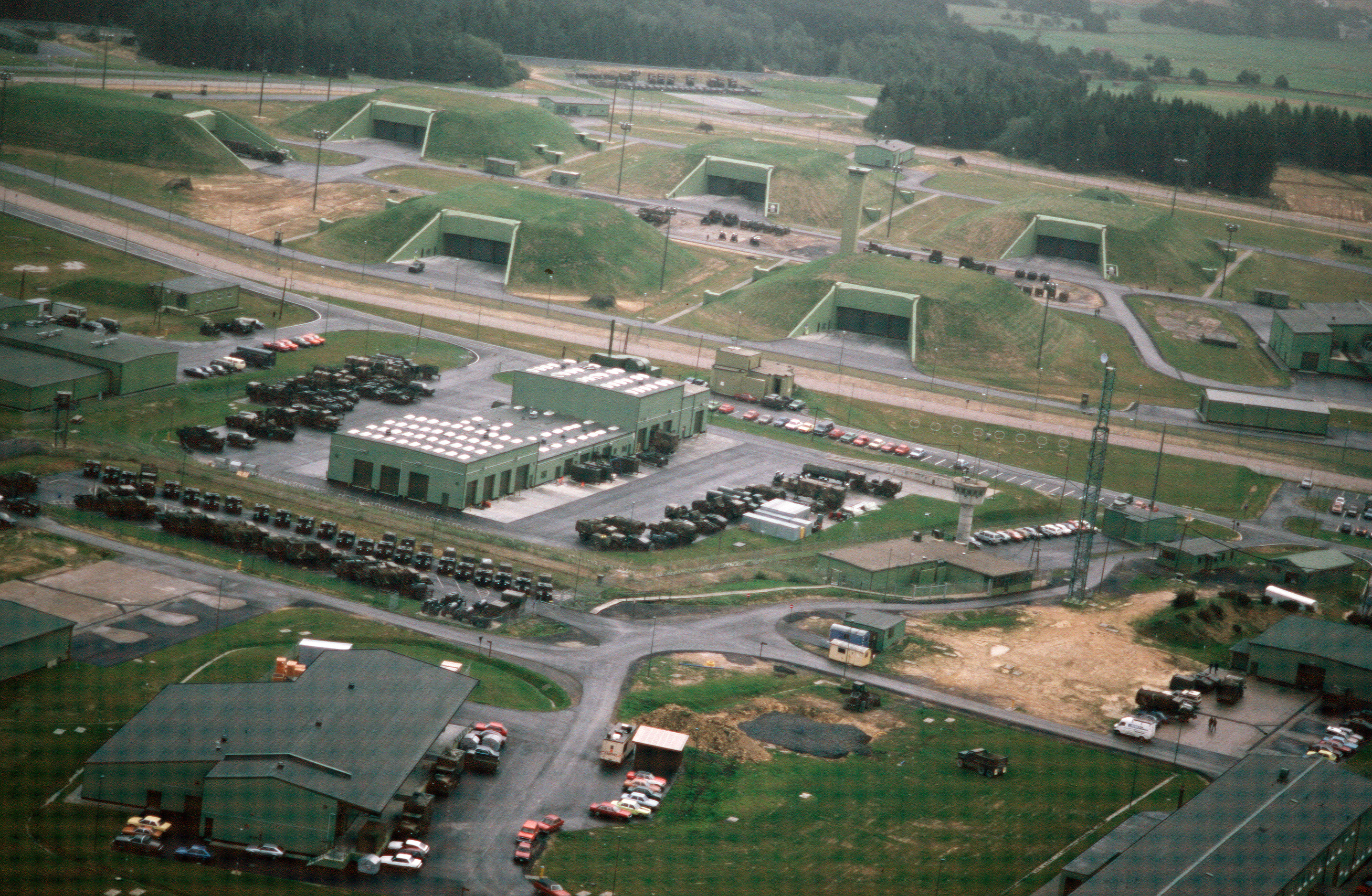
Die GLCM Alert and Maintenance Area (GAMA) auf der Wüschheim Air Station in Westdeutschland mit den sechs Ready Storage Shelter (RSS) für 96 BGM-109G-Marschflugkörper

Die Mittelstreckensysteme der USA sollten im Rahmen der Nuklearen Teilhabe von 1983 bis 1987 in fünf NATO-Staaten (Belgien, Bundesrepublik Deutschland, Großbritannien, Italien, Niederlande) aufgestellt werden. Alle 108 Pershing II wurden bis 1986 in Baden-Württemberg aufgestellt, davon 36 in Lehmgrube (Kettershausen) im Raum Neu-Ulm (1. Battalion der 9. Field Artillery), 36 in der Mutlanger Heide (2. Battalion), 36 in Waldheide im Raum Heilbronn (4. Battalion). Sie unterstanden dem Kommando der 56. Field Artillery Brigade in Schwäbisch Gmünd.
Von den geplanten 464 Marschflugkörpern wurden 304 bis Ende 1987 aufgestellt. Im November 1983 erhielt die 501st Tactical Missile Wing-Einheit der US Air Force in RAF Greenham Common die ersten sechs, ab dem 10. Dezember 1983 wurden neun Marschflugkörper im Hunsrück aufgestellt, am 28. August 1984 erreichten die ersten Marschflugkörper Belgien. Insgesamt wurden sie wie folgt verteilt:
- Bis Dezember 1983: 96 in Berkshire, RAF Greenham Common
- Bis März 1984: alle für Italien geplanten 112 bei Comiso auf Sizilien. Sie unterstanden der 16. US-Luftflotte mit Hauptquartier auf der Torrejon Air Base in Spanien.
- Bis März 1985: 16 von geplanten 48 auf der Florennes Air Base (Provinz Namur, Belgien). Sie unterstanden der 17. US-Luftflotte mit Hauptquartier auf der Sembach Air Base, Deutschland.
- Bis März 1986: 64 von geplanten 96 in Rheinland-Pfalz, unter anderem auf der Wüschheim Air Station im Raum Hunsrück. Sie unterstanden der 17. US-Luftflotte mit Hauptquartier auf der Sembach Air Base.
- Bis Dezember 1987: 16 von geplanten 64 in RAF Molesworth in der Grafschaft Cambridgeshire. Sie unterstanden der 3. US-Luftflotte mit Hauptquartier auf dem Luftwaffenstützpunkt RAF Mildenhall.

Die Niederlande sollten bis Ende 1988 48 Marschflugkörper erhalten. Sie hatten dem Doppelbeschluss 1979 nur mit dem Vorbehalt zugestimmt, das Parlament 1981 über die Aufstellung abstimmen zu lassen. Dort fand diese bis 1985 keine Mehrheit. Die 1981 in die Regierung eingetretene Partij van de Arbeid lehnte die Aufstellung ab; auch in der CDA war sie stark umstritten. Im Juni 1984 sagte Regierungschef Ruud Lubbers die Aufstellung nur zu, falls die Zahl der SS-20 bis November 1985 weiter zunehme. Da dies der Fall war, trat der bedingte Aufstellungsbeschluss in Kraft, wurde aber wegen der seit Mai 1985 laufenden neuen INF-Verhandlungen nicht mehr durchgeführt.

## Nachgeschichte
Am 23. November 1983, einen Tag nach dem Bundestagsbeschluss, brach die Sowjetunion die Genfer INF-Verhandlungen ab. Zudem vertagte sie am 8. Dezember 1983 auch die 1981 begonnenen START-Verhandlungen und am 15. Dezember 1983 die MBFR-Verhandlungen in Wien auf unbestimmte Zeit und kündigte die Stationierung operativ-taktischer Atomraketen in der DDR und der ČSSR an. Die MBFR-Verhandlungen wurden am 16. März 1984 aber wiederaufgenommen. Ab 1984 vermehrte die Sowjetunion ihre atomaren Kurzstreckenraketen vom Typ SS-23 und SS-12 im Ostblock und rückte mehr davon auf das Gebiet der DDR vor. Dies gab das sowjetische Verteidigungsministerium am 15. Mai 1984 bekannt.
Nach der Wiederwahl von US-Präsident Reagan vereinbarten die USA und die Sowjetunion am 7. Januar 1985 die Wiederaufnahme von Gesprächen über Atomwaffen. Am 26. Mai 1985 bot Michail Gorbatschow, der neue Generalsekretär der KPdSU, die Reduktion der strategischen Atomwaffen um ein Drittel an. Er verlangte dafür das Einfrieren und ein Modernisierungsverbot bei Mittelstreckenraketen, eine langfristige Festschreibung des ABM-Vertrags und Begrenzung des SDI-Programms auf Laborversuche. Hintergrund war ein enormes Haushaltsdefizit und die Schwäche der sowjetischen Wirtschaft, die Grundbedürfnisse der Bevölkerung angemessen zu decken. Gorbatschow wollte durch weitreichende Abrüstungsangebote den Kalten Krieg überwinden, um Haushaltsmittel zur Reform der Sowjetwirtschaft freizusetzen. Gegen erhebliche innenpolitische Widerstände gab er die Breschnew-Doktrin auf und setzte einen Teilabzug von Truppen aus dem Ostblock durch, um dem Westen einen ernsthaften sowjetischen Kurswechsel zu zeigen.
Nach einer erfolglosen Genfer Gipfelkonferenz 1985 führte Gorbatschow die Gespräche mit Reagan 1986 am Gipfeltreffen in Reykjavík direkt. Er bot an, die Menge aller strategischen Atomwaffen zu halbieren und alle Mittelstreckenraketen der beiden Militärblöcke abzubauen. Er verzichtete auf die Einbeziehung der britischen und französischen TNF, erlaubte Abrüstungskontrollen auf sowjetischem Boden und stimmte zu, Menschenrechte zum wesentlichen Thema künftiger Gipfeltreffen zu machen. Er verknüpfte damit die Forderung, die USA sollten ihr SDI-Programm auf reine Labortests beschränken. Dies lehnte Reagan ab. Daraufhin schlug Gorbatschow überraschend die vollständige Abschaffung aller strategischen Atomwaffen in zehn Jahren vor. Reagan überbot ihn mit dem Vorschlag, im selben Zeitraum alle Atomwaffen abzuschaffen. Im Hinblick auf SDI blieb er bei seiner Ablehnung.

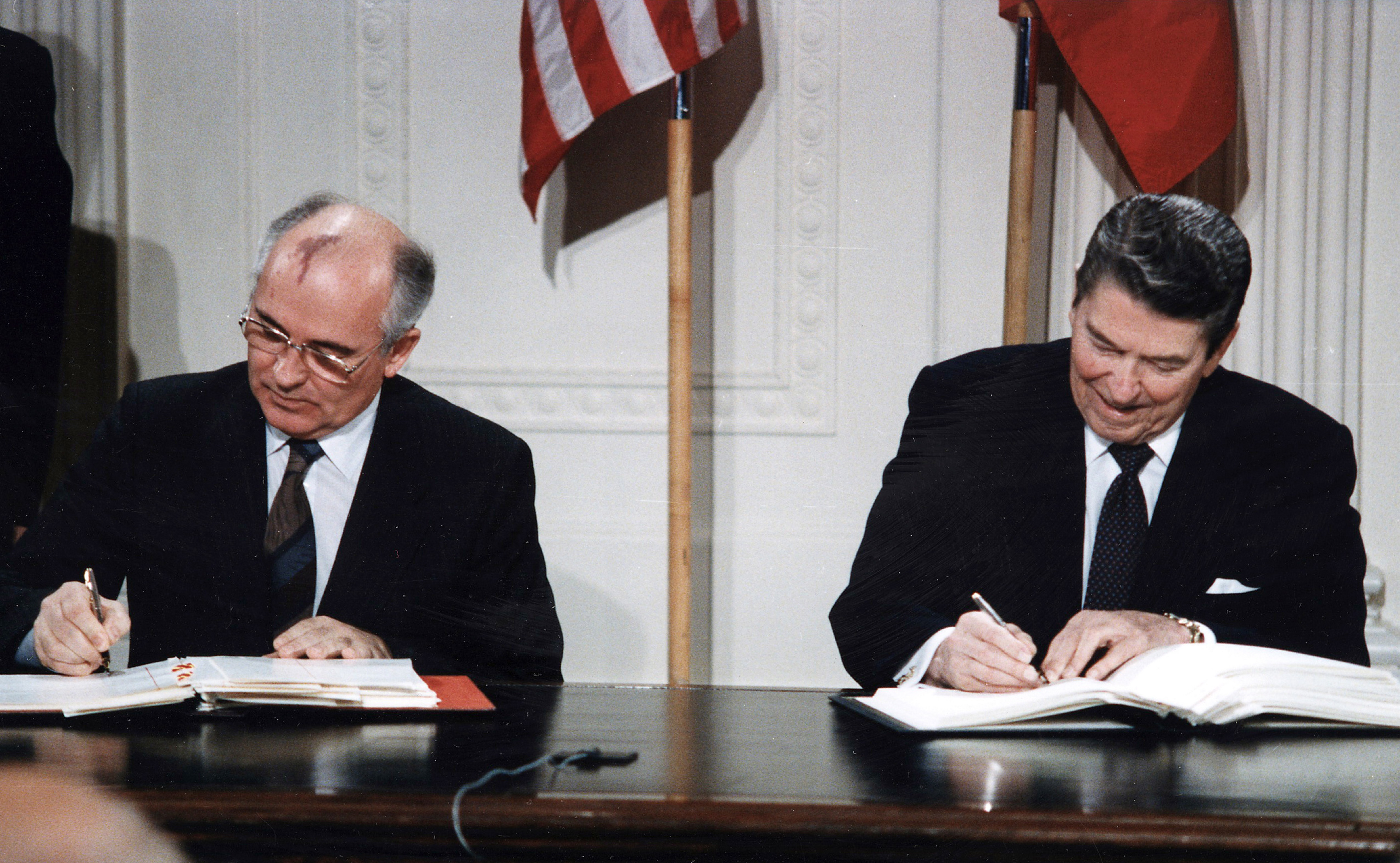
8. Dezember 1987, Weißes Haus: Michail Gorbatschow (links) und Ronald Reagan (rechts) unterzeichnen den INF-Vertrag

Trotzdem bewirkten die weitreichenden Angebote einen Durchbruch. Die USA erklärten sich bereit, in den folgenden zehn Jahren keine antiballistischen Satelliten im All zu stationieren. Im Februar 1987 ließ Gorbatschow die Forderung nach einem Verzicht der USA auf das SDI-Programm fallen. Im April 1987 bot er die doppelte Null-Lösung an, den Abbau aller Atomraketen ab 500 km Reichweite. Nach anfänglichen Vorbehalten stimmte Helmut Kohl am 27. August 1987 zu, auch die bereits auf deutschem Boden stationierten Pershing-IA-Raketen in diesen Vertrag aufzunehmen. Am 8. Dezember 1987 unterzeichneten Reagan und Gorbatschow den INF-Vertrag zum weltweiten Abbau all ihrer landgestützten atomaren Kurz- und Mittelstreckenraketen und der zugehörigen Trägersysteme. Der Vertrag trat am 1. Juni 1988 in Kraft. Bis Mai 1991 wurden 2692 Mittelstreckenraketen verschrottet. Damit wurde der Doppelbeschluss revidiert.
Dessen Befürworter führten diese Abrüstung auf ihre konsequente Zustimmung zur Raketenaufstellung zurück, so auch die Minderheit in der SPD. Helmut Schmidt erklärte 1986 in einem Leserbrief: Er habe den Doppelbeschluss als Druckmittel für beiderseitige Verhandlungen konzipiert, bezweifle aber, dass sie ernsthaft geführt worden seien. Wäre er Ende 1982 noch Bundeskanzler gewesen, hätte er um die damalige Ablehnung des Waldspaziergang-Kompromisses einen erheblichen Konflikt mit der US-Regierung ausgelöst. 1988 erklärte er, sein Eintreten für den Doppelbeschluss habe ihn sein Amt gekostet. Die historische Forschung bestätigt diese Sicht. Wolfgang Schäuble (CDU) sagte am 13. Februar 2003 zu Bundeskanzler Gerhard Schröders Nein zum Irakkrieg: Der Vollzug des Doppelbeschlusses habe die atomare Bedrohung durch sowjetische Raketen beseitigt, nicht die Demonstrationen dagegen.
Die Gegner führten den Durchbruch mit auf die starke zivilgesellschaftliche Ablehnung weiteren Wettrüstens in Westeuropa zurück. Die Friedensbewegung habe das Vertrauen zwischen den Militärblöcken wachsen lassen und so Gorbatschow das Einlenken ermöglicht. Direkte Kontakte westlicher Abrüstungsinitiativen wie der Ärzte gegen den Atomkrieg mit der sowjetischen Regierung hätten wesentlich zu deren Umdenken beigetragen. Gorbatschow selbst erklärte, seine Kontakte zu Vertretern der Friedensbewegung bei einem Kongress in Moskau (Februar 1987) hätten ihn bewogen, das Problem der Mittelstreckenraketen von anderen Abrüstungsthemen zu trennen. Das habe den INF-Vertrag ermöglicht.
Nachdem die NATO-Staaten ein absolutes konventionelles Gleichgewicht zur Bedingung gemacht hatten, zogen die USA die bilaterale Vereinbarung zur Abrüstung aller Atomwaffen von 1986 wieder zurück. Nur die USA und die Sowjetunion bauten ihre landgestützten atomaren Kurz- und Mittelstreckenwaffen vollständig ab. Weitere Atommächte konnten bisher nicht multilateral einbezogen werden. Die NATO behielt die Option eines Ersteinsatzes von Atomwaffen bis heute bei. Joschka Fischer (Die Grünen), der den Doppelbeschluss 1983 im Bundestag bekämpft hatte, schlug der NATO als Bundesaußenminister 1998 den Verzicht auf diese Option vor. Die USA, Großbritannien und Frankreich wiesen den Vorstoß zurück. Die USA lehnten jede Diskussion darüber in der NATO ab, weil jede Infragestellung der Ersteinsatzoption ihre Abschreckungsfähigkeit unterminiere.

## Filme und Quellenmaterial
- Klaus Wirtz: Der NATO-Doppelbeschluss und die Gefahren des Kalten Kriegs
- Udo Leuschner: Fotodokumentation von Demonstrationen gegen die Nachrüstung
- Kalenderblatt: 10. Juni 1982: Großdemo gegen Nato-Doppelbeschluss
- SWR2 Wissen 20. Oktober 2023, Michael Hänel, Wie russische/sowjetische Einflussnehmer die deutsche Friedensbewegung unterwanderten